# Erik Jonæus
Erik Jonæus, född 25 december 1733 i Karlstad, Värmland, död 8 september 1805 i Karlstad, var en svensk målare och kyrkodekoratör.
Han var son till skepparen Jonas Månson och Britta Eriksdotter, han gifte sig 1765 med Sara Katarina Quick.
Jonæus blev lärling hos målarmästaren Mikael Hermam i Karlstad 1754, han gjorde sina gesällår i Stockholm och Göteborg 1756–1758. Han blev mästare i Karlstad 1761 under Göteborgs målareämbete. Samma år som han blev mästare skrev han in sin bror Andreas Jonæus som lärling och 1766 skrev han in brodern Jonas Jonæus och Andreas Hammarquist söm lärlingar. Han lämnade  Göteborgs målareämbete 1780 och blev ålderman i det nystiftade Carlstads målareämbete.
Hans verk bestod en altartavla (Frälsarens lidande i Örtagården) för Karlstads domkyrka 1761, och  målningen Kopparormen som han skänkte till kyrkan 1767, båda dessa verk förstördes vid kyrkvindens brand 1865, dit de flyttats efter korets ombyggnad 1792. Han utförde takmålningar i Brunskogs kyrka 1766, och för Silleruds kyrka 1768, och målningarna i Fryksände kyrka 1775, alla tre kyrkorna revs på 1800-talet. Från Fryksände kyrka finns rester av helvetesskildringen bevarat på Värmlands museum.
Hans bestående arbeten består bland annat av takmålningar i Gräsmarks kyrka 1770, målningen kalkades över 1874 men vid kyrkans restaurering 1924 avlägsnade man kalkfärgen. För Ransäters kyrka målade han 1772 en dubbel altartavla Korsfästelsen och Uppståndelsen. Som porträttmålare finns porträttet av Sven Kilman bevarat i Övre Ulleruds kyrka och kamrer Fredrik Fryxell på Domkapitlet i Karlstad.   